# Leptothorax sallei
Leptothorax sallei är en myrart som först beskrevs av Guerin-meneville 1852.  Leptothorax sallei ingår i släktet smalmyror, och familjen myror. Inga underarter finns listade i Catalogue of Life.